# Vårdnadsbidrag
Vårdnadsbidrag var ett bidrag som erbjöd föräldrar med barn i åldern ett till tre år en möjlighet att stanna hemma längre. De hade då sin anställning samt sin sjukpenninggrundande inkomst (SGI) skyddad. Det omfattade 3 000 kronor per månad och var obeskattat och alltså inte pensionsgrundande – och gav utifrån att ett antal villkor uppfyllts, bland annat om andra ersättningar. 

## Slopande
Från och med den 1 januari 2016 slopas vårdnadsbidraget genom Regeringen Löfven Is budgetproposition för 2016.

## Regler och villkor
En kommun får lämna vårdnadsbidrag för ett barn som har fyllt ett men inte tre år under förutsättning att barnet
1. är folkbokfört i kommunen och
2. inte har en plats i förskola som avser heltid.

Vårdnadsbidrag ges tidigast efter det att 250 dagars föräldrapenning har tagits ut på sjukpenningnivå eller grundnivå, enligt 4 kap. i lagen om allmän försäkring, AFL. (Gäller ej dagar med ersättning enligt lägstanivå.) Uttagna dagar på sjukpenningnivå eller grundnivå ska styrkas med intyg från Försäkringskassan.
Vårdnadsbidrag får inte lämnas till en vårdnadshavare som för samma kalendermånad eller del därav får
1. föräldrapenning med anledning av ett barns födelse enligt 12 kap. socialförsäkringsbalken,
2. arbetslöshetsersättning enligt lagen (1997:238) om arbetslöshetsförsäkring,
3. aktivitetsstöd eller utvecklingsersättning vid deltagande i ett arbetsmarknadspolitiskt program,
4. sjukpenning eller rehabiliteringspenning enligt socialförsäkringsbalken efter det att sådan ersättning har lämnats för en tid av 365 dagar,
5. sjukpenning under eller omedelbart efter en period när arbetslöshetsersättning enligt lagen om arbetslöshetsförsäkring har lämnats,
6. sjukersättning eller aktivitetsersättning enligt socialförsäkringsbalken,
7. allmän ålderspension enligt socialförsäkringsbalken,
8. äldreförsörjningsstöd enligt socialförsäkringsbalken, eller
9. ersättning enligt lagen (2010:197) om etableringsinsatser för vissa nyanlända invandrare.

De kommuner som önskar göra det möjligt att kombinera ett reducerat vårdnadsbidrag med en deltidsplacering i förskoleverksamhet får själva välja modell för avtrappning av vårdnadsbidraget utifrån lokala behov och förutsättningar.

## Kommuner som infört vårdnadsbidrag
Av Sveriges 290 kommuner hade 115 kommuner vårdnadsbidrag under 2012: Upplands Väsby, Vallentuna, Österåker, Värmdö, Ekerö, Huddinge, Salem, Haninge, Tyresö, Upplands-Bro, Nykvarn, Täby, Danderyd, Sollentuna, Stockholm, Södertälje, Nacka, Solna, Lidingö, Norrtälje, Håbo, Knivsta, Heby, Uppsala, Enköping, Nyköping, Trosa, Ödeshög, Kinda, Linköping, Söderköping, Motala, Habo, Vaggeryd, Jönköping, Värnamo, Sävsjö, Vetlanda, Eksjö, Tranås, Uppvidinge, Tingsryd, Alvesta, Älmhult, Markaryd, Växjö, Ljungby, Högsby, Hultsfred, Mönsterås, Västervik, Vimmerby, Borgholm, Staffanstorp, Vellinge, Örkelljunga, Kävlinge, Lomma, Svedala, Hörby, Höör, Osby, Klippan, Båstad, Helsingborg, Höganäs, Ystad, Ängelholm, Halmstad, Falkenberg, Varberg, Kungsbacka, Härryda, Partille, Öckerö, Stenungsund, Tjörn, Sotenäs, Munkedal, Tanum, Ale, Lerum, Vårgårda, Bollebygd, Tranemo, Mark, Svenljunga, Götene, Mölndal, Kungälv, Uddevalla, Alingsås, Borås, Ulricehamn, Åmål, Skara, Skövde, Hjo, Falköping, Eda, Årjäng, Säffle, Lekeberg, Örebro, Västerås, Sala, Vansbro, Gagnef, Leksand, Gävle, Härnösand, Krokom, Robertsfors, Storuman och Övertorneå (källa SCB).

## Införandet
I Sverige förespråkas vårdnadsbidrag framför allt av Kristdemokraterna, men även av Moderaterna, Centerpartiet, Sverigedemokraterna och en rad fristående debattörer. Miljöpartiet är splittrade, i riksdagen har man röstat nej men i flera kommuner har man stött vårdnadsbidrag. Det infördes 1994 av den borgerliga regeringen med stöd av en fraktion ur Ny Demokrati under ledning av Leif Bergdahl, men hörde till de borgerliga reformer som den nya socialdemokratiska regeringen nästan omgående rev upp efter sitt makttillträde 1994. Statlig vårdnadsersättning infördes 1974 i och med föräldraförsäkringens garantidagar som år 2002 ändrades till lägstanivådagar. År 2004 höjdes dessa lägstanivådagar till 180 kronor under 90 dagar, vilket motsvarar 5 400 kronor per månad.
Vårdnadsbidraget som infördes i slutet av regeringen Bildts mandatperiod var på 2 000 kronor i månaden, och utbetalades för barn mellan ett och tre års ålder. Om barnet hade plats inom kommunal barnomsorg eller enskild barnomsorg mer än 30 timmar per vecka utgick inget vårdnadsbidrag. Ett minskat barnbelopp kunde också utgå om barnet hade plats mindre än 30 timmar per vecka inom den kommunala barnomsorgen.
Under 2005-2006 har Nacka kommun, Sollentuna kommun och Tyresö kommun infört ett vårdnadsbidrag på kommunal nivå. Besluten om införande överklagades i Nacka och Sollentuna kommuner. Regeringsrätten kom fram till att ett kommunalt vårdnadsbidrag enligt Sollentunas modell var lagstridigt. Regeringen Reinfeldt har givit kommunerna rätt att införa kommunala vårdnadsbidrag från den 1 juli 2008. För barn som har fyllt 1 år men inte 3 år ges vårdnadshavarna ett bidrag på upp till 3 000 kronor i månaden skattefritt.

## Argument för och emot
Argumentet för kommunala vårdnadsbidrag är bland annat att det är diskriminerande att endast vissa former av barnomsorg får stöd samt att ökad valfrihet definitionsmässigt är någonting positivt. Andra har kritiserat lösningen ur ett jämställdhetsperspektiv och karakteriserat det som en "kvinnofälla". Medan andra argumenterar för att det är bra då den förälder som vill stanna hemma längre slipper säga upp sig och förlora en fot på arbetsmarknaden - då man med vårdnadsbidraget har rätt att vara tjänstledig från arbetet i tre år. Det möjliggör också för föräldrarna att gå ner i arbetstid utan att förlora sin SGI.

### Nätlänk
- Lag från 1 juli 2008